# Xanthorhoe vacillans
Xanthorhoe vacillans är en fjärilsart som beskrevs av Claude Herbulot 1954. Xanthorhoe vacillans ingår i släktet Xanthorhoe och familjen mätare. Inga underarter finns listade i Catalogue of Life.